# 克里斯蒂娜港市镇
克里斯蒂娜港市镇（瑞典語：Kristinehamns kommun）是瑞典中西部韦姆兰省的一个市镇。其治所位于克里斯蒂娜港。